# Pentti Rautiainen
Pentti Rautiainen (* 28. April 1935; † 26. Juni 1995 in Helsinki) war ein finnischer Boxer. Seine Profikarriere dauerte von 1957 bis 1962.

## Werdegang
Seinen ersten Profikampf bestritt Rautiainen 1957 in Helsinki gegen den Belgier Roger Deschepper. Rautiainen gewann nach Punkten. Seine erste Niederlage musste Pennti Rautiainen in seinem dreizehnten Kampf im Oktober 1959 gegen Floyd Robertson einstecken. Seine zweite Niederlage bekam er 1961 in Göteborg gegen Tivador Balogh aus Ungarn.
Pentti Rautiainen bestritt seinen letzten Profiboxkampf 16. April 1962 in Helsinki gegen Roger Prigent aus Frankreich, den er nach Punkten besiegte.